# Lucien Vidie
Lucien Vidie (1805, Nantes – duben 1866, Nantes) byl francouzský vynálezce. Je znám vynálezem aneroidu, jehož základní součástí je po něm pojmenovaná Vidieho dóza. Aneroid objevil v roce 1844. Následně kvůli horlivosti do výzkumu tohoto objevu utrácel značné množství svých finančních prostředků.
Vidieho smrt byla připisována jeho nadměrnému užívání hydroterapie.